# 陸嵩 (弘治進士)
陸嵩（1471年—1501年），字如嵩，號省斋，浙江湖州府歸安縣人，民籍，明朝政治人物。

## 生平
弘治五年（1492年）壬子科浙江鄉試第六十五名舉人。弘治九年（1496年）中式丙辰科會試第二百二十七名，三甲第五十名進士。初知罗源县，以才调南平县，在任三年，以祷雨致病，十四年辛酉卒于官。

## 家族
曾祖陸順；祖父陸敬；父陸震，州知州。母毛氏。永感下。兄陸崑（同科進士）、陸崙。弟陸崗。陸嵩有二男二女，长子陸階，號南山；次子陸陽，號纯斋。